# افشین (نام کوچک)
افشین نام کوچک ایرانی پسرانه می‌باشد. همچنین این نام لقب حیدر بن کاووس از سرداران ایرانی دولت عباسیان بوده که یاران بابک خرمدین او را افشین حیدر یا اغشین حیدر می‌خواندند . این نام علاوه بر ایران در ترکیه ،جمهوری آذربایجان و دیگر کشورهای ترک‌زبان مانند ازبکستان، ترکمنستان و منطقه خود مختار سین کیانگ چین نیز متداول می‌باشد.

## معنا
پادشاهان اسروشنه را  «افشین» می‌خواندند ،که احتمالاً شکل دیگری از واژه اخشید است. «اخشید» (از زبان سغدی: xšyδ، xšēδ «به معنای پادشاه») ریشهٔ ایرانی دارد و پژوهشگران آن را از ریشه ایرانی قدیم خشاتا، به‌معنای «درخشنده، درخشان» یا از خشایاثیه(منشأ واژه شاه)، به‌معنای «پادشاه» می‌دانند.حاکمان سمرقند را در عهد ساسانیان «اخشید» می‌نامیدند.(اخشیدهای سغد)

افشین می‌تواند اشاره به یکی از افراد زیر باشد:
- افشین از سرداران تاریخ ایران
- افشین مقدم
- افشین بیابان‌گرد
- آرش افشین
- افشین قطبی
- افشین نوروزی
- افشین جعفری
- افشین شهر